# 30-Euro-Münze
30-Euro-Münzen werden als Sammler- bzw. Gedenkmünzen von mehreren europäischen Ländern herausgegeben. Die folgende Auflistung führt zu den entsprechenden Ausgabeländern und deren Sammlermünzen-Editionen:
- 30-Euro-Münze (Malta), siehe Maltesische Euromünzen #30 Euro
- 30-Euro-Münze (Slowenien), siehe Slowenische Euromünzen #Sammlermünzen
- 30-Euro-Münze (Spanien), siehe Spanische Euromünzen #30 Euro